# Phaedolus quadripunctatus
Phaedolus quadripunctatus är en insektsart som beskrevs av Karsch 1890. Phaedolus quadripunctatus ingår i släktet Phaedolus och familjen Flatidae.
Artens utbredningsområde är Madagaskar. Inga underarter finns listade i Catalogue of Life.